# Península de Acrotíri (Chipre)

Mapa da Base Militar Britânica de Acrotíri, na península de Acrotíri, Chipre

A península de Acrotíri é uma pequena península que inclui o extremo sul da ilha de Chipre, a sudoeste da cidade de Limassol. É limitada pela baía de Epíscopi a oeste e pela baía de Acrotíri a leste; tem dois cabos a sudoeste e sudeste, conhecidos como cabo Zevgari e cabo Gata.
As características mais proeminentes da península são o Lago Salgado de Limassol e, a sul, o aeródromo da base militar da Royal Air Force britânica.